# 格哈德·施罗德 (1910年)

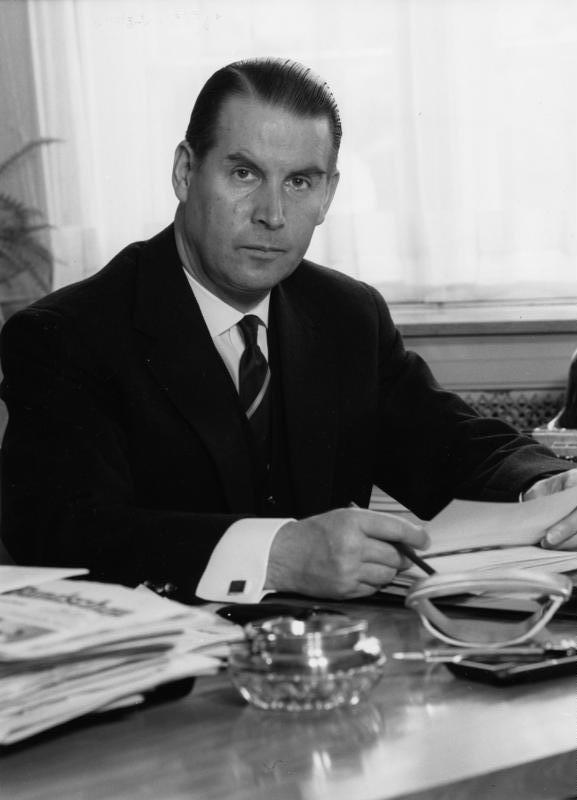
1960年的施罗德

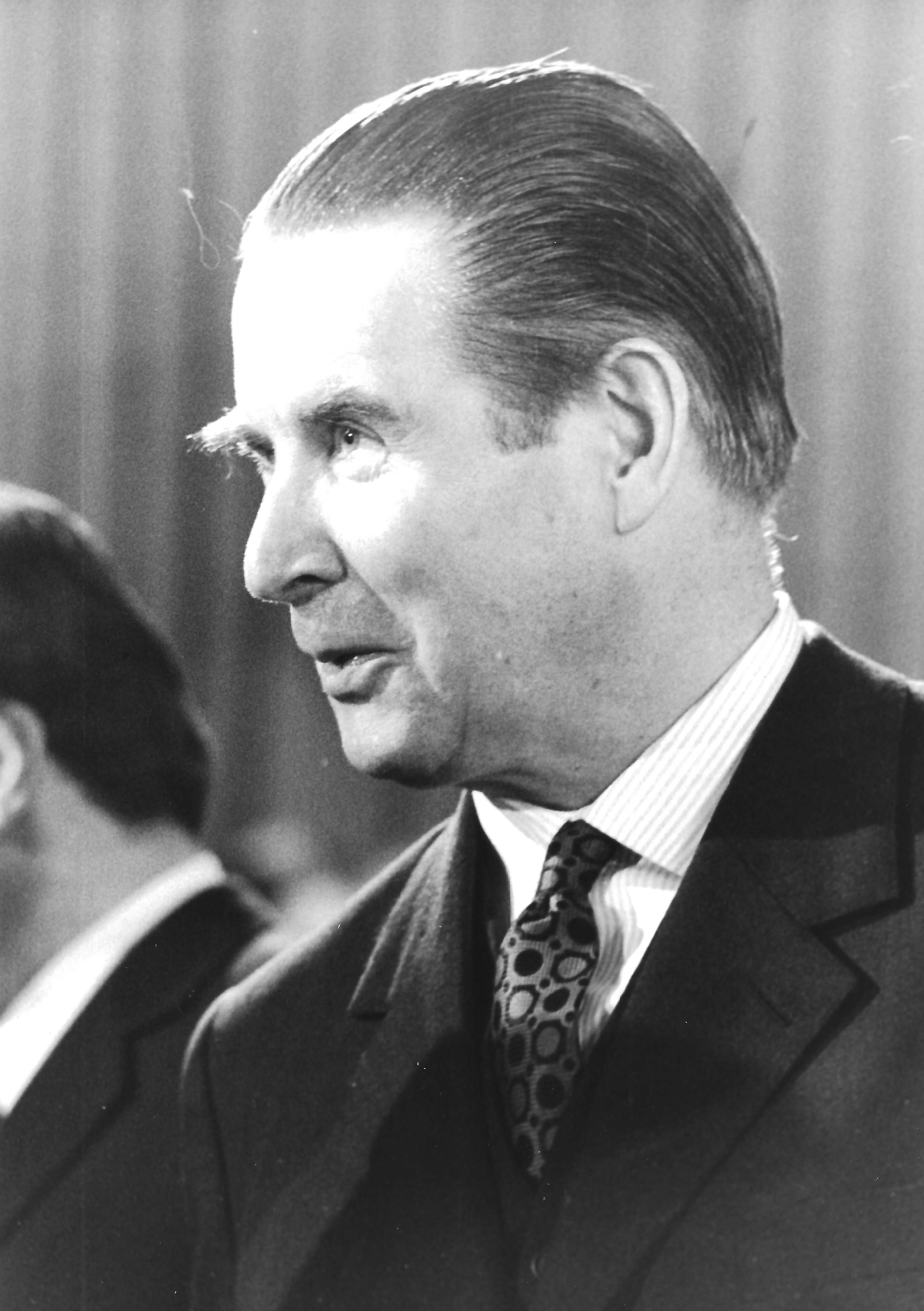
施罗德

格哈德·施罗德（德語：Gerhard Schröder；1910年9月11日—1989年12月31日），出生于萨尔布吕肯，在石勒苏益格-荷尔斯泰因州的坎彭去世，他是德国基督教民主联盟内的一名重要人物。1953-1961年担任德国内政部长，1961-1966年担任德国外交部长，1966年-1969年担任德国国防部长。